# (26757) Bastei
(26757) Bastei ist ein Asteroid des Hauptgürtels, der am 20. Mai 2001 an der Volkssternwarte Drebach (IAU-Code 113) im Erzgebirgskreis in Sachsen entdeckt wurde.
Der Asteroid wurde am 24. Juli 2002 nach dem Bastei-Felsen benannt, einer Felsformation in der Sächsischen Schweiz am rechten Ufer der Elbe, die zu den meistbesuchten Touristenattraktionen der Region zählt.